# Aptos
Aptos ist ein census-designated place (CDP) im Santa Cruz County im US-Bundesstaat Kalifornien mit 6664 Einwohnern (Stand: 2020).

## Lage
Aptos liegt im Norden der Monterey Bay (kalifornische Küste), etwa zehn Kilometer östlich von Santa Cruz am Highway 1. Der Ort liegt auf der San-Andreas-Verwerfung, nahe am Epizentrum des Loma-Prieta-Erdbebens von 1989.
Bei Aptos liegen das Naturschutzgebiet The Forest of Nisene Marks State Park und das Erholungsgelände Seacliff State Beach.
Zum CDP Aptos gehören die Siedlungen Aptos Village, Seacliff, Rio del Mar, Seascape, La Selva Beach, Day Valley und Aptos Hills-Larkin Valley.

## Geschichte
Der Name stammt aus der Sprache der Ohlone und meint „Zusammentreffen von zwei Bächen“. In Aptos fließen Aptos Creek und Valencia Creek zusammen.
Im Jahr 1833 gab die Regierung von Mexiko eine etwa 27 km² große Landfläche, die sogenannte Rancho Aptos, an Rafael Castro, der sie ursprünglich zur Viehzucht nutzte.
Nachdem 1848 Kalifornien zum US-Bundesstaat wurde, verpachtete er sein Land an Amerikaner, die nach und nach Läden, eine Werft, ein Sägewerk und eine Gerberei errichteten.
Ab 1872 begann der aus Deutschland stammende Zuckermillionär Claus Spreckels Land von Castro abzukaufen.
Er ließ ein Strandhotel, eine Sommerresidenz und eine Pferderennstrecke erbauen.
Von 1880 bis 1920 boomte die Holzindustrie, die vor allem Redwood-Bäume abbaute.
Innerhalb von 40 Jahren war der Baumbestand auf dem Gebiet des heutigen Naturschutzgebiets The Forest of Nisene Marks State Park komplett abgetragen.
Nach Spreckels' Tod entwickelten sich gegen Ende der 1920er Seacliff Park und Rio Del Mar Country Club, die heute das Naturschutzgebiet Seacliff State Beach ausmachen.
Ein Grand Hotel sowie ein Polo- und ein Golfplatz wurden errichtet.
Der Tanker SS Palo Alto wurde am Strand verankert und zum Vergnügungsschiff samt Tanzsaal und Schwimmbad umgebaut.
In der Zeit der Großen Depression und des Zweiten Weltkrieges kam die Entwicklung zum Erliegen.
In den frühen 1960er Jahren begann eine erneute Phase des schnellen Stadtausbaus.
Neben vielen Wohngebäuden entstanden das Rancho Del Mar Einkaufszentrum und das Cabrillo College.

## Bekannte Einwohner
- Daniel Henry Holmes Ingalls, Jr. (* 1944), Informatiker
- Marisa Miller (* 1978), Model
- Thomas Pynchon (* 1937), Schriftsteller[3]
- Edmund Kemper (* 1948), Serienmörder[4]